# Kultura tkankowa

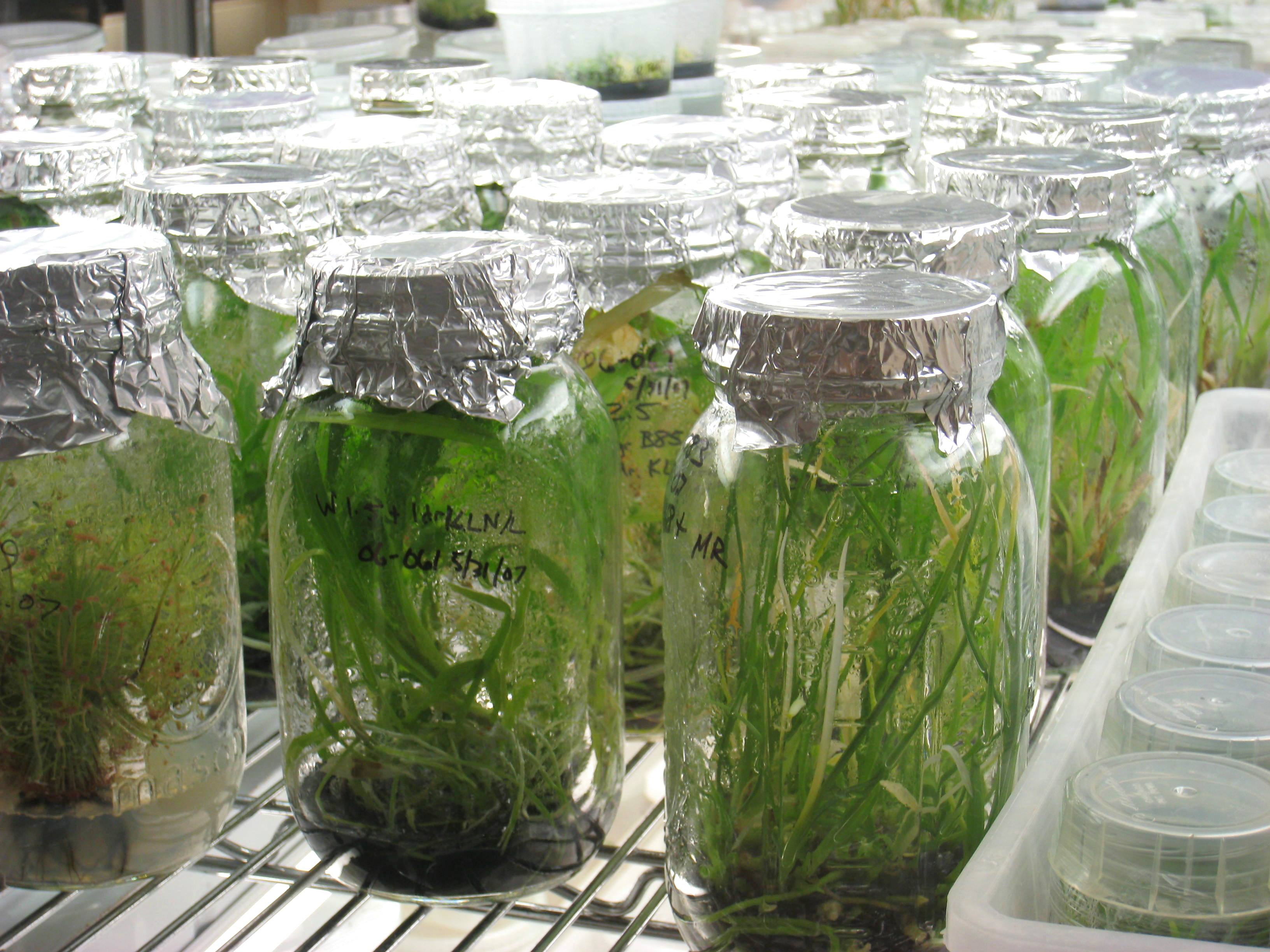
Kultura tkankowa roślin

Kultura tkankowa (ang. tissue culture) – tkanka hodowana na podłożu. Tkanki lub luźne komórki z tkanek rozwijają się poza organizmem. Można tak hodować również komórki ludzkie. Jedna z laboratoryjnych linii (HeLa) pochodzi od zmarłej kobiety, której komórki ciągle żyją.
Kultury tkankowe są powszechnie wykorzystywane w rozmnażaniu roślin. Zaletą takiego wegetatywnego rozmnażania jest uzyskanie dużej ilości jednolitego materiału co ma duże znaczenie w rozmnażaniu cennych odmian roślin ozdobnych, oraz podkładek pod drzewa owocowe. Ponadto u roślin sadowniczych można uzyskać rośliny wolne od wirusów, fitoplazm, wiroidów (tkanka twórcza, którą się namnaża jest wolna od tych patogenów), a także pozyskuje się materiał przeznaczany do testów adaptacyjnych.